# Contea del Württemberg
La Contea del Württemberg è uno stato esistito dal 1143 al 1495, situato nella regione storica del Württemberg, nel sud-ovest della Germania. Era membro del Sacro Romano Impero.

## Storia
La Signoria del Württemberg, nacque nel 1081 e Corrado I, figlio di uno dei nobili signori di Beutelsbach e probabilmente discendente dei duchi salici Corrado I e Corrado II di Carinzia, divenne signore.
Nel 1143 la Signoria del Württemberg ottenne lo statuto di contea. Nacque quindi la Contea del Württemberg e Ludovico I fu il primo conte.
Nel 1268, la morte di Corradino di Svevia, privo di figli, portò all'estinzione della famiglia degli Hohenstaufen, ed il Ducato di Svevia, venne diviso in molteplici signorie e contee. La fine della signoria di Hohenstaufen permise un allargamento territoriale della contea.
Il matrimonio di Ulrico I con Mechthilde di Baden, nel 1251, portò la città di Stoccarda, che sarebbe diventata la capitale del Württemberg. Eberardo I l’Illuminato, (1265-1325 ca.) riuscì a conservare i possessi tolti da suo padre ai domini imperiali nel periodo dell’interregno succeduto alla caduta degli Svevi.
Il conte Eberardo II si trovò costretto a sostenere una lunga lotta con le città libere riunitesi in lega contro, al termine della quale fu costretto a riconoscere la loro indipendenza. Allo stesso modo finì la contesa tra il conte Eberardo III e i cavalieri, che nel 1422 furono riconosciuti dall'imperatore Sigismondo baroni immediati dell’Impero.
Altri allargamenti territoriali avvennero sotto il regno dei Conti Ulrico III (1325-1344) e Eberardo III (1392-1417). Infine, la contea di Mömpelgard (Montbéliard) fu annessa nel 1397 attraverso il matrimonio di Eberardo IV con Enrichetta di Mömpelgard.
Il 25 gennaio 1442, i fratelli Ludovico I e Ulrico V, figli di Enrichetta di Mömpelgard, firmarono il trattato di Nürtingen, che separava il Württemberg in due parti. Ulrico prese il territorio intorno a Stoccarda, mentre Ludovico quello intorno a Bad Urach. La separazione persistette più di 40 anni venne superata con due accordi nel 1482 e 1492 che portarono il Wurtemberg all'unità.
La contea si estinse il 21 giugno 1495, quando nella Dieta di Worms il Württemberg fu elevato al rango di ducato dal re di Germania e poi imperatore del Sacro Romano Impero Massimiliano I. Il conte Eberardo V quindi fu elevato a duca. Nel medesimo anno Eberardo di Bart diede al ducato il suo primo ordinamento.